# 盧加區 (塞內加爾)
盧加區是塞內加爾西北部的一個行政區，首府盧加，北臨聖路易區，東接馬塔姆區，南毗坦巴昆達區、考拉克區、法蒂克區、久爾貝勒區、捷斯區，西鄰大西洋，面積29,188平方公里，下設3省。